# بيت همام (العدين)

تعديل مصدري - تعديل

بيت همام محلة تابعة لقرية ذي خساع، التابعة لعزلة السارة بمديرية العدين إحدى مديريات محافظة إب في الجمهورية اليمنية، بلغ تعداد سكانها 81 حسب تعداد اليمن لعام 2004.